# Miro Rys
Miro Rys (Kladno; 18 de julio de 1957-Berlín; 12 de septiembre de 1977) fue un delantero de fútbol checo-estadounidense que jugó en la North American Soccer League.
Rys jugó tres partidos internacionales, anotando un gol con la selección de Estados Unidos. Murió en Alemania mientras estaba allí para probar con varios equipos profesionales.
La Asociación de Fútbol de Escuelas Secundarias de Illinois (IHSSCA) otorga un premio anual llamado Miro Rys Sportsmanship Award, en honor a él.

## Trayectoria
Creció en Cicero, Illinois, donde jugó fútbol en la Morton East High School. Después de su graduación en 1976, firmó un contrato profesional con el Chicago Sting de la North American Soccer League.
Jugó diecisiete partidos y anotó cuatro goles esa temporada de 1976. Fue cambiado a Los Angeles Aztecs durante la temporada de 1977, donde jugó en dos partidos.
Después de esa campaña, viajó a Alemania para realizar pruebas con clubes como el Hertha Berlin y el Borussia Dortmund. El 12 de septiembre, mientras viajaba en un automóvil con un entrenador local y varios jugadores jóvenes de un equipo con el que había estado entrenando, murió en un accidente.

## Selección nacional
Jugó tres partidos con la selección estadounidense. El primero fue en la clasificación para la Copa del Mundo contra Canadá en Seattle el 20 de octubre de 1976.

### Participaciones en clasificatorias
| Clasif.              | Sede   | Resultado | Part. | Goles |
| -------------------- | ------ | --------- | ----- | ----- |
| Clasif. Mundial 1978 | Varias | Eliminado | 1     | 1     |